# 계량컵

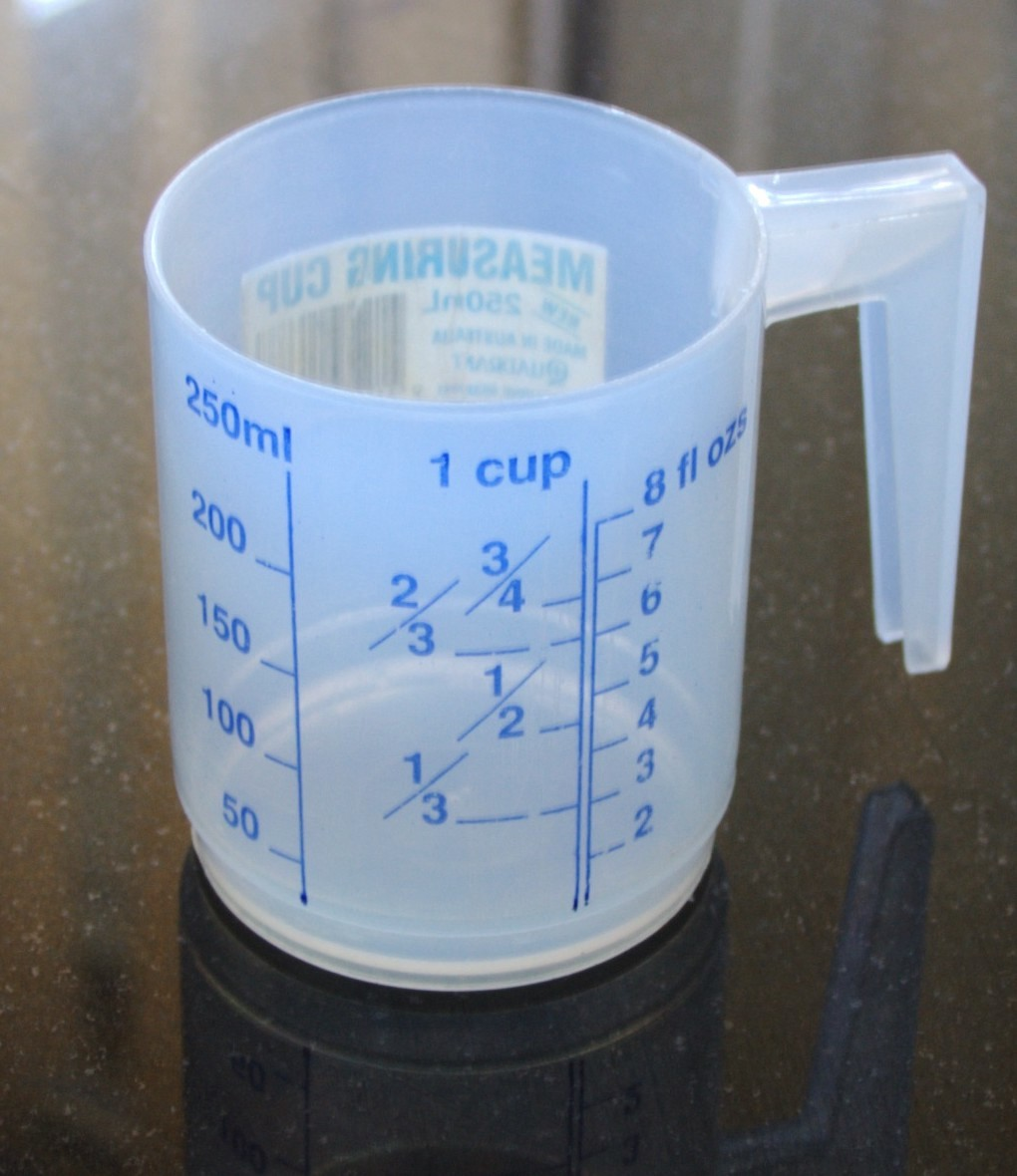
계량컵

계량컵(計量cup)은 요리시 부피의 측정에 사용되는 컵이다.
계량컵은 주로 밀가루와 설탕과 같은 액체 또는 부피가 큰 고체 요리 재료의 부피를 측정하는 데 주로 사용되는 주방 기구로, 특히 약 50mL(2fl oz) 이상의 부피에 사용된다. 계량컵은 세탁용 가루세제, 액체세제, 표백제의 계량에도 사용된다. 컵에는 일반적으로 컵과 컵의 일부에 눈금이 표시되어 있으며 종종 다양한 건조 식품의 유체 측정 및 무게가 표시된다.
계량컵은 플라스틱, 유리 또는 금속으로 만들 수 있다. 투명(또는 반투명) 컵은 외부 저울에서 읽을 수 있다.

## 같이 보기
- 식품 계량
- 컵 (단위)